# Felixstowe F.2
Le Felixstowe F.2 est un hydravion biplan à coque quadriplace de reconnaissance maritime et de lutte anti-sous-marine de la Première Guerre mondiale. Conçu par John C. Porte à la Seaplane Experimental Station, Felixstowe, il fut produit en série en Grande-Bretagne, mais aussi aux États-Unis comme Curtiss H-16.

## Du Felixstowe F.2 au F.2a
Si le Curtiss H-8 offrait une autonomie supérieure au H-4, cet appareil restait inadapté aux opérations de patrouillage en Mer du Nord. John C. Porte équipa donc l’unique Curtiss H-8 acheté par la Grande-Bretagne d’une coque à deux redans et de moteurs Rolls-Royce Eagle VI de 250 ch. Ainsi modifié, l'appareil prit l’air en février 1917 avec la désignation Felixstowe F.2.
La combinaison de la coque à deux redans du Felixstowe F.2 avec la cellule du Curtiss H-12 et des moteurs Rolls-Royce Eagle VIII de 345 ch donna le Felixstowe F.2a. Cet appareil fut construit à 100 exemplaires par S.E. Saunders, 48 par May, Harden & May et 25 par AIRCO, qui réalisaient les voilures et l’assemblage final, les coques étant produites par Aldous, Dixon Brothers & Hutchinson, Summers & Payne, et Norman Thompson/H.Williams.
Felixstowe (en) réalisa également deux Felixstowe F.2c, qui se distinguaient par une coque allégée et un poste de tir avant modifié. Un de ces deux appareils [N65] a détruit le sous-marin allemand UC-1 en juillet 1917.

## Une carrière courte mais brillante
Les premiers Felixstowe F.2a entrèrent en service fin 1917 au sein du RNAS, qui avait déjà pris livraison de 59 appareils fin mai 1918. 53 exemplaires était en compte le 31 octobre 1918. Cet appareil, qui servit essentiellement en Mer du Nord, fut vite très populaire auprès des équipages, qui appréciaient ses performances et sa maniabilité, remarquable pour un appareil de cette taille. Le 10 mai 1918 un F.2a basé à Killingholme et piloté par les Capt T.C. Pattinson et A.H. Munday attaquèrent le Zeppelin L.62 à environ 2 400 m d’altitude au-dessus de Heligoland. Munday fit feu avec la mitrailleuse avant alors que le mécanicien H.R. Stubbington utilise la mitrailleuse dorsale. Au moment où l’hydravion se posait en mer sur rupture d’alimentation en carburant, l’équipage vit le dirigeable s’éloigner vers l’est en perdant de l’altitude et en émettant de la fumée, puis prendre feu et tomber en mer.
Malgré l’apparition du Hansa Brandenburg W.29 (en) courant 1918, le F.2A resta en service au sein du RNAS jusqu’à la fin de la Première Guerre mondiale. La guerre achevée il fut rapidement remplacé par le Felixstowe F.5, quelques F.2A étant alors cédés au Canada et au Chili.
À noter que deux appareils britanniques, contraints à l'atterrissage aux Pays-Bas les 4 juin 1918 à Terschelling et 2 octobre 1918 sur la plage de Noordwijk, furent internés dans ce pays, puis versés à la marine néerlandaise comme [L-1/2]. Ils ne devaient rester en service que quelques semaines, réformés dès décembre 1918.

## Le Curtiss H-16
La production d’un appareil de la taille du F.2A s’avérant relativement complexe, surtout avec une multiplicité de sous-traitants, la Grande-Bretagne prit la décision d’accorder une licence de production à Curtiss, qui avait livré 69 appareils à moteurs Liberty de 400 ch au RNAS fin mai 1918. Ces appareils furent versés aux unités utilisant déjà des F-2A. 235 appareils furent également commandés par l’US Navy après l’entrée en guerre des États-Unis pour assurer la protection des côtes américaines. 124 furent construits par Curtiss [A784/799, A818/867, A1031/1048, A4039/4078] et 150 par Naval Aircraft Factory [A1049/1098, A3459/3558] à Philadelphie. Si les H-16 de la RAF disparurent dès 1919 l’US Navy utilisera ce type d’appareil jusqu’au milieu des années 1920.